# Summer World University Games 2025/Taekwondo
Bei den Summer World University Games 2025 wurden 24 Wettkämpfe im Taekwondo ausgetragen.

## Bilanz

### Medaillenspiegel
| Platz  | Land               | 00 | 00 | 00 | Gesamt |
| ------ | ------------------ | -- | -- | -- | ------ |
| 1      | Südkorea           | 7  | 4  | 3  | 14     |
| 2      | China              | 4  | 2  | 3  | 9      |
| 3      | Türkei             | 2  | 2  | –  | 4      |
| 4      | Ukraine            | 2  | –  | 2  | 4      |
| 5      | Chinesisch Taipeh  | 1  | 4  | 2  | 7      |
| 6      | Thailand           | 1  | 2  | 3  | 6      |
| 7      | Vereinigte Staaten | 1  | 1  | 5  | 7      |
| 8      | Usbekistan         | 1  | 1  | 4  | 6      |
| 9      | Brasilien          | 1  | 1  | 2  | 4      |
| 10     | Kasachstan         | 1  | –  | 7  | 8      |
| 11     | Kanada             | 1  | –  | 2  | 3      |
| 12     | Dänemark           | 1  | –  | –  | 1      |
| 12     | Georgien           | 1  | –  | –  | 1      |
| 14     | Deutschland        | –  | 1  | 2  | 3      |
| 14     | Polen              | –  | 1  | 2  | 3      |
| 14     | Tunesien           | –  | 1  | 2  | 3      |
| 17     | Spanien            | –  | 1  | 1  | 2      |
| 18     | Ägypten            | –  | 1  | –  | 1      |
| 18     | Belgien            | –  | 1  | –  | 1      |
| 18     | Tschechien         | –  | 1  | –  | 1      |
| 21     | Kroatien           | –  | –  | 2  | 2      |
| 22     | Frankreich         | –  | –  | 1  | 1      |
| 22     | Großbritannien     | –  | –  | 1  | 1      |
| 22     | Italien            | –  | –  | 1  | 1      |
| 22     | Kirgisistan        | –  | –  | 1  | 1      |
| 22     | Mexiko             | –  | –  | 1  | 1      |
| 22     | Norwegen           | –  | –  | 1  | 1      |
| Gesamt | Gesamt             | 24 | 24 | 48 | 96     |

### Medaillengewinner

#### Männer
| Disziplin          | Gold                                              | Silber                                                      | Bronze                                                         |
| ------------------ | ------------------------------------------------- | ----------------------------------------------------------- | -------------------------------------------------------------- |
| Poomsae Einzel     | Oh Min-hyeok                                      | Muhammed Emir Yılmaz                                        | Tomás Fernández                                                |
| Poomsae Einzel     | Oh Min-hyeok                                      | Muhammed Emir Yılmaz                                        | Sung-hyun Eric Gun                                             |
| Poomsae Mannschaft | SüdkoreaCho Ho-yeon Shin Jin-ho Kim Chan-ho       | ChinaYang Lei Liu Siyue Wu Weikang                          | Chinesisch TaipehChen Hsiao-tse Huang Yi-cheng Ke Hsiang-shuo  |
| Poomsae Mannschaft | SüdkoreaCho Ho-yeon Shin Jin-ho Kim Chan-ho       | ChinaYang Lei Liu Siyue Wu Weikang                          | KanadaChang Kai-hsin Gordon Cheuk Ethan So                     |
| Kyorugi -54 kg     | Nithan Brindamohan                                | Ethan Gun                                                   | Nurkhan Samidinov                                              |
| Kyorugi -54 kg     | Nithan Brindamohan                                | Ethan Gun                                                   | Matheus Gonçalves Silva                                        |
| Kyorugi -58 kg     | Maksym Manenkow                                   | Sirawit Mahamad                                             | Tamirlan Tleules                                               |
| Kyorugi -58 kg     | Maksym Manenkow                                   | Sirawit Mahamad                                             | Shamsiddin Kurbonov                                            |
| Kyorugi -63 kg     | Samirchon Ababakirow                              | Ömer Faruk Dayıoğlu                                         | Mohamed Khalil Jendoubi                                        |
| Kyorugi -63 kg     | Samirchon Ababakirow                              | Ömer Faruk Dayıoğlu                                         | Kristian Borgen                                                |
| Kyorugi -68 kg     | Bunlung Tubtimdang                                | Liang Yushuai                                               | Damir Schulenow                                                |
| Kyorugi -68 kg     | Bunlung Tubtimdang                                | Liang Yushuai                                               | Matthew Howell                                                 |
| Kyorugi -74 kg     | Surab Kinzuraschwili                              | Vinicius Assis Matos                                        | Chiu Yi-jui                                                    |
| Kyorugi -74 kg     | Surab Kinzuraschwili                              | Vinicius Assis Matos                                        | Najmiddin Kosimkhojiev                                         |
| Kyorugi -80 kg     | Seo Geon-woo                                      | Hung Jiun-yi                                                | Kyrylo Hurnow                                                  |
| Kyorugi -80 kg     | Seo Geon-woo                                      | Hung Jiun-yi                                                | Batyrchan Toleugali                                            |
| Kyorugi -87 kg     | Artem Harbar                                      | Szymon Piatkowski                                           | Michael Rodriguez                                              |
| Kyorugi -87 kg     | Artem Harbar                                      | Szymon Piatkowski                                           | Vito Krpan                                                     |
| Kyorugi +87 kg     | Kang Sang-hyun                                    | Marat Mawlanow                                              | Andrij Harbar                                                  |
| Kyorugi +87 kg     | Kang Sang-hyun                                    | Marat Mawlanow                                              | Beibarys Kablan                                                |
| Kyorugi Mannschaft | SüdkoreaKang Sang-hyun Kim Hyo-hyeok Seo Geon-woo | Chinesisch TaipehJung Jiun-jie Huang Cho-cheng Hung Jiun-yi | UsbekistanUmidjon Turabov Marat Mavlonov Shokhijakhon Akhmedov |
| Kyorugi Mannschaft | SüdkoreaKang Sang-hyun Kim Hyo-hyeok Seo Geon-woo | Chinesisch TaipehJung Jiun-jie Huang Cho-cheng Hung Jiun-yi | FrankreichNahil Mehnana Bassem Amri Théo Lucien                |

#### Frauen
| Disziplin          | Gold                                                     | Silber                                          | Bronze                                                                |
| ------------------ | -------------------------------------------------------- | ----------------------------------------------- | --------------------------------------------------------------------- |
| Poomsae Einzel     | Eva Sandersen                                            | Jung Hae-un                                     | Kaitlyn Reclusado                                                     |
| Poomsae Einzel     | Eva Sandersen                                            | Jung Hae-un                                     | Pan Meijing                                                           |
| Poomsae Mannschaft | Chinesisch TaipehKuo Yen-yu Yang Chang-ying Chen Hsin-ya | SüdkoreaChoi Ji-woo Son Min-seon Ryu Tae-gyeong | Vereinigte StaatenGahui Kim Lana Moraleda Kaitlyn Reclusado           |
| Poomsae Mannschaft | Chinesisch TaipehKuo Yen-yu Yang Chang-ying Chen Hsin-ya | SüdkoreaChoi Ji-woo Son Min-seon Ryu Tae-gyeong | DeutschlandAnna Monika Siepmann Leah Lawall Adina Machwirth           |
| Kyorugi -46 kg     | Kim Yun-seo                                              | Huang Ying-hsuan                                | Luo Miaoyi                                                            |
| Kyorugi -46 kg     | Kim Yun-seo                                              | Huang Ying-hsuan                                | Elisa Bertagnin                                                       |
| Kyorugi -49 kg     | Ma Jingyue                                               | Supharada Kisskalt                              | Nodira Achmedowa                                                      |
| Kyorugi -49 kg     | Ma Jingyue                                               | Supharada Kisskalt                              | Kamonchanok Seeken                                                    |
| Kyorugi -53 kg     | Guo Qing                                                 | Chutikan Jongkolrattanawattana                  | Ouhoud Ben Aoun                                                       |
| Kyorugi -53 kg     | Guo Qing                                                 | Chutikan Jongkolrattanawattana                  | Seo Yeo-won                                                           |
| Kyorugi -57 kg     | Maria Lima Pachech                                       | Chaima Toumi                                    | Nikol Lisowska                                                        |
| Kyorugi -57 kg     | Maria Lima Pachech                                       | Chaima Toumi                                    | Madina Mirabzalova                                                    |
| Kyorugi -62 kg     | Şevval Çakal                                             | Petra Štolbová                                  | Ivana Arelić                                                          |
| Kyorugi -62 kg     | Şevval Çakal                                             | Petra Štolbová                                  | Sasikarn Tongchan                                                     |
| Kyorugi -67 kg     | Xing Jiani                                               | Lena Moreno Reyes                               | Kwak Min-ju                                                           |
| Kyorugi -67 kg     | Xing Jiani                                               | Lena Moreno Reyes                               | Leonarda Andric                                                       |
| Kyorugi -73 kg     | Sude Yaren Uzunçavdar                                    | Sarah Chaâri                                    | Mikaella Oliveira dos Santos                                          |
| Kyorugi -73 kg     | Sude Yaren Uzunçavdar                                    | Sarah Chaâri                                    | Oh Seung-ju                                                           |
| Kyorugi +73 kg     | Song Da-bin                                              | Chin I-chun                                     | Dagmara Haremza                                                       |
| Kyorugi +73 kg     | Song Da-bin                                              | Chin I-chun                                     | Hannah Keck                                                           |
| Kyorugi Mannschaft | Volksrepublik ChinaXing Jiani Mu Wenzhe Guo Qing         | SüdkoreaKwak Min-ju Seo Yeo-won Song Da-bin     | KasachstanMariya Sevostyanova Nuray Khussainova Aisha Adilbekkyzy     |
| Kyorugi Mannschaft | Volksrepublik ChinaXing Jiani Mu Wenzhe Guo Qing         | SüdkoreaKwak Min-ju Seo Yeo-won Song Da-bin     | ThailandSasikarn Tongchan Orawan Ratsameprapa Piyachutrutai Chareewan |

#### Mixed
| Disziplin          | Gold                                                                                         | Silber                                                          | Bronze                                                                           |
| ------------------ | -------------------------------------------------------------------------------------------- | --------------------------------------------------------------- | -------------------------------------------------------------------------------- |
| Poomsae Paar       | Sung-hyun Gun / Kaitlyn Reclusado                                                            | Kang Min-jae / Han Da-hyun                                      | Marisa Arellano / William Arroyo                                                 |
| Poomsae Paar       | Sung-hyun Gun / Kaitlyn Reclusado                                                            | Kang Min-jae / Han Da-hyun                                      | Wu Weikang / Pan Meijing                                                         |
| Kyorugi Mannschaft | UsbekistanDiyorakhon Azizova Shokhjakhon Karimboev Najmiddin Kosimkhojiev Madina Mirabzalova | ÄgyptenAya Shehata Yahia Mohamed Abdallah Hassan Nadine Mahmoud | DeutschlandLaura Goebel Kaan Gümüs Jana Pörsch Supharada Kisskalt                |
| Kyorugi Mannschaft | UsbekistanDiyorakhon Azizova Shokhjakhon Karimboev Najmiddin Kosimkhojiev Madina Mirabzalova | ÄgyptenAya Shehata Yahia Mohamed Abdallah Hassan Nadine Mahmoud | KasachstanSamirkhon Ababakirov Nazym Makhmutova Aidana Sundetbay Beibarys Kablan |